# Platysaurus minor
Espèce
Statut de conservation UICN

 LC  : Préoccupation mineure
Synonymes
- Platysaurus guttatus minor Fitzsimons, 1930

Platysaurus minor est une espèce de sauriens de la famille des Cordylidae.

## Répartition
Cette espèce est endémique du Limpopo en Afrique du Sud.

## Publication originale
- FitzSimons, 1930 : Descriptions of new South African Reptilia and Batrachia, with distribution records of allied species in the Transvaal Museum collection. Annals of the Transvaal Museum, vol. 14, p. 20-48 (texte intégral)